# Kruchaweczka blada
Kruchaweczka blada (Psathyrella fatua (Fr.) P. Kumm.) – gatunek grzybów należący do rodziny kruchaweczkowatych (Psathyrellaceae).

## Systematyka i nazewnictwo
Pozycja w klasyfikacji według Index Fungorum: Psathyrella, Psathyrellaceae, Agaricales, Agaricomycetidae, Agaricomycetes, Agaricomycotina, Basidiomycota, Fungi.
Po raz pierwszy opisał go w 1821 r. Elias Fries nadając mu nazwę Agaricus stipatus ? fatuus. Obecną, uznaną przez Index Fungorum nazwę nadał mu Paul Kummer w 1948 r.
Synonimy:
- Agaricus fatuus (Fr.) Fr. 1838
- Drosophila fatua (Fr.) Quél. 1886
- Hypholoma fatuum (Fr.) Bigeard & H. Guill. 1909
- Pannucia fatua (Fr.) P. Karst. 1879
- Pilosace fatuus (Fr.) Kuntze 1898
- Psathyra fatua (Fr.) P. Kumm. 1871
- Psilocybe fatua (Fr.) Cout. 1934
- Psilocybe fatua f. minor Cout. 1934

Polską nazwę zaproponował Władysław Wojewoda w 2003 r. Franciszek Błoński w 1889 r. opisywał ten gatunek pod nazwą łączak jałowy.

## Występowanie
Znane jest występowanie Psathyrella fatua w wielu krajach Europy. Władysław Wojewoda w swoim zestawieniu grzybów wielkoowocnikowych Polski w 2003 r. podaje 5 stanowisk z uwagą, że rozprzestrzenienie tego gatunku i jego zagrożenie w Polsce nie są znane. Aktualne stanowiska tego gatunku podaje internetowy atlas grzybów. Jest w nim zaliczony do rejestru gatunków zagrożonych i wartych objęcia ochroną.
Saprotrof. Występuje w lasach, zaroślach, obrzeżach lasu, przy drogach, na obrzeżu jezior szuwarowych, na łąkach i pastwiskach. Rozwija się na ziemi zmieszanej z resztkami drzewnymi, słomą, na skoszonych chwastach.